# Oberea sumbawanica
Oberea sumbawanica là một loài bọ cánh cứng trong họ Cerambycidae.